# Romain Mesnil
Romain Mesnil (Plessis-Bouchard, 13 juli 1977) is een Franse polsstokhoogspringer. Hij werd Europees kampioen neo-senioren en meervoudig Frans kampioen op deze discipline. Hij nam viermaal deel aan de Olympische Spelen, maar won hierbij geen medailles.
Zijn eerste internationale succes behaalde hij in 1999. Toen won hij op de Europees kampioenschappen onder 23 jaar in Göteborg een gouden medaille bij het polsstokhoogspringen. Op de WK in Osaka werd hij tweede met een hoogte van 5,86 m.
Hij kwam viermaal uit op de Olympische Spelen (2000, 2004, 2008, 2012). De eerste drie keer eindigde hij in de kwalificatieronde. Bij zijn laatste deelname aan de Olympische Zomerspelen 2012 in Londen kwam hij met 5,60 m door de kwalificatieronde heen. In de finale sprong hij over 5,50 m heen maar faalde ditmaal op 5,65 m.

## Titels
- Europees kampioen polsstokhoogspringen (onder 23 jaar) - 1999
- Frans kampioen polsstokhoogspringen (outdoor) - 2000, 2001, 2002, 2003, 2008
- Frans kampioen polsstokhoogspringen (indoor) - 1998, 2001, 2002, 2006

## Persoonlijke records
| Onderdeel                      | Prestatie | Datum           | Plaats   |
| ------------------------------ | --------- | --------------- | -------- |
| polsstokhoogspringen (outdoor) | 5,95 m    | 6 augustus 2003 | Castres  |
| polsstokhoogspringen (indoor)  | 5,86 m    | 4 maart 2001    | Toulouse |

## Prestaties
| Jaar | Wedstrijd            | Plaats            | Resultaat | Prestatie |
| ---- | -------------------- | ----------------- | --------- | --------- |
| 1999 | WK indoor            | Maebashi          | 6e        | 5,70 m    |
| 1999 | EK (onder 23 jaar)   | Göteborg          | 6e        | 5,93 m    |
| 1999 | Universiade          | Palma de Mallorca | 3e        | 5,55 m    |
| 2001 | WK indoor            | Lissabon          | 3e        | 5,85 m    |
| 2001 | WK                   | Edmonton          | 5e        | 5,85 m    |
| 2003 | WK indoor            | Birmingham        | 7e        | 5,60 m    |
| 2003 | Europacup            | Florence          | 1e        | 5,75 m    |
| 2003 | Wereldatletiekfinale | Monte Carlo       | 7e        | 5,45 m    |
| 2004 | Europese Indoorcup   | Leipzig           | 4e        | 5,55 m    |
| 2004 | WK indoor            | Boedapest         | 7e        | 5,60 m    |
| 2004 | Europacup            | Bydgoszcz         | 1e        | 5,75 m    |
| 2006 | Europacup            | Málaga            | 1e        | 5,70 m    |
| 2006 | EK                   | Göteborg          | 2e        | 5,65 m    |
| 2006 | Wereldbeker          | Athene            | 4e        | 5,60 m    |
| 2007 | WK                   | Osaka             | 2e        | 5,86 m    |
| 2009 | WK                   | Berlijn           | 2e        | 5,85 m    |
| 2010 | Memorial Van Damme   | Brussel           | 9e        | 5,45 m    |
| 2010 | EK                   | Barcelona         | 8e        | 5,60 m    |

### Golden League-podiumplekken
| Jaar | Wedstrijd             | Plaats      | Resultaat | Prestatie |
| ---- | --------------------- | ----------- | --------- | --------- |
| 2002 | Meeting Gaz de France | Saint-Denis | 1e        | 5,65 m    |
| 2003 | Golden Gala           | Rome        | 1e        | 5,92 m    |
| 2003 | Memorial Van Damme    | Brussel     | 3e        | 5,70 m    |

### Diamond League-podiumplekken
| Jaar | Wedstrijd               | Plaats   | Resultaat | Prestatie |
| ---- | ----------------------- | -------- | --------- | --------- |
| 2011 | Adidas Grand Prix       | New York | 1e        | 5,52 m    |
| 2011 | Herculis                | Monaco   | 3e        | 5,60 m    |
| 2012 | Golden Gala             | Rome     | 2e        | 5,72 m    |
| 2012 | Aviva London Grand Prix | Londen   | 2e        | 5,66 m    |
| 2012 | OS                      | Londen   | 10e       | 5,50 m    |

- Bibliothèque nationale de France: cb16212629d (data)
- World Athletics: 14186500
- International Standard Name Identifier: 0000 0000 8965 7412
- Virtual International Authority File: 130681310